# Herbert Clyde Lewis
Pour les articles homonymes, voir Lewis.
Herbert Clyde Lewis est un scénariste, un romancier et un journaliste américain né le 15 août 1909 à New York (État de New York) et mort le 17 octobre 1950 à New York (État de New York).

## Romans
- 1937 : Gentleman Overboard, The Viking Press
- 1940 : Spring Offensive, The Viking Press
- 1941 : Season's Greetings, The Dial Press
- 1959 : The Silver Dark, Pyramid Books

## Filmographie

### Cinéma
- 1939 : Voyage au paradis de Erle C. Kenton
- 1939 : Inside Story de Ricardo Cortez
- 1939 : Le Petit Pêcheur de San Francisco  (Fisherman's Wharf) de Bernard Vorhaus
- 1945 : Don Juan Quilligan de Frank Tuttle
- 1946 : Lady Luck de Edwin L. Marin
- 1947 : C'est arrivé dans la Cinquième Avenue de Roy Del Ruth
- 1949 : N'oubliez pas la formule de Charles Barton
- 1949 : One Last Fling (en) de Peter Godfrey

### Télévision
- 1957 : Lux Video Theatre (1 épisode)
- 1950 : Danger (1 épisode)

## Nominations
- Oscars du cinéma 1948 : Oscar de la meilleure histoire originale pour C'est arrivé dans la Cinquième Avenue